# Рахманов, Вагиф Юсуфович
Рахманов Вагиф Юсуфович (азерб. Vagif Yusuf Ogli Rəhmanzade; род. 12 марта 1940, Баку) — казахстанский скульптор и художник-график. Член Союза художников СССР, художников РК, Заслуженный деятель искусств Казахской ССР (1981), лауреат ЦК комсомола, международных премий, член Скульптурного общества Канады, действительный член Академии художеств РК.

## Биография
Вагиф Рахманов родился 12 марта 1940 года в столице Азербайджана — Баку, в семье ювелира Юсуфа и Хадиджи Рахман. Юсуф Рахман был известным ювелиром и художником — его украшения и работы ценились за качественное исполнение и оригинальную задумку.
Жена его, Хадиджа Субхан Гызы, была отличной рукодельницей. Но главное — Хадиджа ханым была, говоря современным языком, менеджером по продажам у своего талантливого супруга. Делалось это так: раз в неделю Хадиджа ханым, подобно всем азербайджанским женщинам того времени, устраивала себе «хяфтя хамамы» — день похода в баню.
Но надо пояснить, что это была не просто гигиеническая процедура: поддерживать тело в чистоте можно было и дома. А «хяфтя хамамы» был выходным днём, посвящённым исключительно общению в «женском клубе» — бане. Целый день женщины наслаждались отдыхом — купались, перекусывали, болтали, обмениваясь новостями… Прихода Хадиджи ханым в бане ждали с особенным нетерпением: десятки женских глаз сразу жадно устремлялись на её украшения. Ведь на ней практически всегда было что-то новое из ювелирных украшений — она надевала очередные оригинальные работы мужа, чтобы разрекламировать их. Женщины разглядывали и примеряли браслеты, кольца, медальоны, головные подвески и прочие прелестные украшения, а позже, шли к Юсуфу с многочисленными заказами…
В семье родилось 10 детей — пять мальчиков и пять девочек. Двое из них умерли в младенчестве, зато остальные восемь прославились каждый в своей профессии не меньше, а иные и больше своего отца. Старшая дочь, Марьям, была, что называется, дизайнером от Бога — она прекрасно шила, а самое главное, легко кроила любые куски ткани «на глазок», безо всякой разметки. Уточнит фасон, оглядит внимательно заказчицу — и тут же берётся за ножницы. И одежда всегда сидела по фигуре. Сейчас это называется «французский крой». Тогда же о таких самородках, как Марьям, просто говорили «отличная портниха» — в вузах СССР середины минувшего века не было факультетов моделирования одежды, ибо умение шить не считалось отдельной профессией, требующей диплома. В Марьям проявились гены не только матери, прекрасно умеющей ткать и вязать, но и бабушки по материнской линии, которая была искусной ковроткачихой.
Вторую дочь в этой семье благодаря её редкостному таланту узнал весь Советский Союз, да и весь мир. Это была Рахманзаде Марал Юсиф кызы — народный художник Азербайджана, Лауреат Государственной премии, знаменитая художница, создавшая ряд графических серий, посвящённых родному Азербайджану. Она во многом была первой. Например, первой из азербайджанок была принята в Московский художественный вуз.
Третья сестра, Ханым, закончила Политехнический институт и стала архитектором. Два старших брата тоже выбрали ИЗО в качестве профессии: Кямал стал лепщиком-орнаментальщиком (он разработал, в частности, проект рельефного убранства здания Аздрамы), а Тофик — скульптором. Здесь, вне всякого сомнения, сработали гены как отца-ювелира, так и предков по материнской линии: например, дядя, брат матери, был известным камнерезом — на некоторых домах в посёлке Мардакян, пригороде Баку. До сих пор сохранились орнаменты, изготовленные его руками.
В 1940 году, за несколько месяцев до рождения Вагифа отца забрали в НКВД, откуда он больше не вернулся. Он был расстрелян в Ташкенте в 1943 году. Могила его не известна.
Учился Вагиф в бакинской школе № 1. Именно там состоялась его первая в жизни персональная выставка. Его увлечением скульптурой с любовью и вниманием руководил муж старшей сестры Ханым. знаменитый скульптор Фуад Абдурахманов. Приносил пластилин, учил профессиональным приёмам.
После окончания средней школы Вагиф решил поступить в Бакинское мореходное училище, но увы, в приёмной комиссии не приняли даже документы, сказав, что он сын врага народа. И тогда он поступил в Бакинское художественное училище им. Азимзаде.
После окончания училища, в 1959 году Вагиф поступает в Московский художественный институт им. Сурикова, которое спустя шесть лет успешно закончил. Ещё в студенческие годы Вагиф познакомился с девушкой Тамарой из Казахстана, которая училась в Гнесинке. В 1964 году они поженились. После окончания учёбы он уехал по распределению на родину жены, в Казахстан.
Казахстан принял азербайджанского художника с распростёртыми объятиями. Молодая семья поселилась в Алма-Ате. В семье Вагифа родились две дочери: Айгуль и Наргиз. Через три года по приезде Вагифа в Казахстан его приняли в Союз художников СССР, и это было первой ступенью официальной лестницы его творчества. Позднее, в 1981 году, ему было присвоено звание заслуженного деятеля искусств Казахстана, а в 2006-м он стал академиком Академии художеств Республики Казахстан.
В 1999 году Вагиф вместе со второй женой и дочерью эмигрирует в Канаду. В Торонто он участвовал в ряде групповых выставок в различных галереях, стал членом Скульптурного общества Канады. К тому времени дочери от первого брака были уже взрослые. Обе пошли по стопам отца: окончили художественный институт в Алма-Ате. И Айгуль и Наргиз — обе художницы. Надо сказать, что многие внуки Юсуфа киши и Хадиджи ханым стали художниками — например, обе девочки их старшей дочери Марьям закончили художественный институт в Тбилиси.
Вагифу Рахману жизнь в стране кленового листа должна была показаться лёгкой: он известный, преуспевающий скульптор. И все же… что-то не сложилось. Как бы ни был кленовый лист похож на лист чинары, родным он скульптору, похоже, так и не стал. После развода со второй женой он вернулся в Казахстан. Здесь он и живёт, и занимается творчеством. В 2008 году женился в третий раз.

## Творчество
В карьере Вагифа Рахманова было огромное количество выставок, как групповых, так и персональных. На сегодня их число близится к полутора сотням. Географию их, равно как и местонахождение коллекций, в которых находятся его работы, перечислять долго — это и Азербайджан, и страны Центральной Азии, и другие страны постсоветского пространства, и множество государств Европы и Азии, а также Африка и Америка.
В 76-м, будучи в Москве, Вагиф Рахманов был участником групповой выставки, и показал свои работы великому мастеру Аркадию Райкину, который по достоинству оценил талант юноши. На этой выставке молодой скульптор предложил всенародно любимому актёру в подарок любую свою работу — на выбор. Печальный взгляд того, кто лучше всех умел смешить, остановился на бронзовой композиции «Вечность»: сплетённые в объятии фигуры — мужская и женская…
Думается, что Райкину эта вещь, безусловно, была близка по духу, легла на сердце. Однако нельзя не отметить и прозорливость этого талантливейшего человека по отношению к молодому автору: из всех предложенных ему работ он безошибочно выбрал ту, которая в дальнейшем определила одну из магистральных линий в творчестве скульптора. Речь идёт как о форме, так и о содержании — с одной стороны, парные фигуры мужчины и женщины будут красной нитью проходить практически во всех сериях работ Вагифа Рахманова, а с другой — тема вечности как таковой будет сквозить в самой сердцевине идеи почти всех его произведений, независимо от их формы.
Для своего авторского фото в каталоге Вагиф Рахман выбрал портрет на фоне каспийских волн. Снимали на Абшероне, хотя, казалось бы, какая разница — что по эту сторону Каспия, что по ту… Но для него — разница есть.
Надо сказать, что материальное воплощение творческих фантазий Вагифа Рахмана можно чётко разделить на станковые произведения и монументальные, причём последние относятся по большей части к категории парковой скульптуры. Единение рукотворной красоты и природной стало непременным условием создания его парковых скульптур, они всегда идеально вписываются в окружающую среду.
Не последнюю роль в этом играет и тот факт, что Вагиф Рахманов часто, особенно в произведениях последних лет, активно обыгрывает не только форму и объём той или иной композиции, но и свет, который, преломляясь в сквозных элементах работ, выполняет определённую функцию, несёт смысловую нагрузку. Конечно, замысел каждой вещи неповторим, и все же можно вывести некую закономерность: автор хочет показать одушевлённость неодушевлённых скульптур, а через это, видимо, — вечность мысли, идеи, заключённой в бренной плоти.
Да, в постмодернизме тело превратилось в маску. Но на Западе это маска-симулякр (термин Ж. Бодрийяра), скрывающая отсутствие какого бы то ни было содержания. А на Востоке постмодернизму близка скорее уж маска комедии дель арте, которая воплощает некий типаж, и именно потому скрывает многое — даже слишком порою многое (но уж, во всяком случае, не пустоту!). Б. Чухнович видит в работах Вагифа Рахмана "связь с гуманистической традицией, которая видела в теле плоть, а в плоти — «воплощённый дух». Можно добавить к этому, что традиция передавать «воплощённый дух» посредством образов, далёких от прямого изображения человека и оттого не менее впечатляющих, характерна и для мусульманского искусства. А традиция включать в смысловой ряд и фон (читай — окружающую среду), не считая его «пустотой», характерна для восточного искусства вообще.
Статья, о которой идёт речь, написана совсем в недавние годы. Именно в это время в творчестве Вагифа Рахмана появились стекло и металл — наряду с классической бронзой, со столь любимым им некогда шамотом, с привычным для парковых скульптур камнем и даже деревом (след увлечения африканской этнической пластикой). Цветное стекло и ажур металла лучше всего передают идею просвета — и в скульптурной композиции, отчего она кажется невесомой, и в душе, отчего она сразу приобретает лёгкость. Свет — символ счастья…
Впрочем, если говорить о сочетании «скульптура + витраж», то это — наиболее свежий способ воплощения идей в творческой копилке Вагифа Рахмана. Способов этих у него множество, и каждый всегда гармоничен с той или иной серией. Материал всегда соответствует замыслу и меняет свой облик, свой смысл в рамках той или иной идеи. Например, для пронзительных «Ходжалы», «Реквиема», «Упавшего ангела» бронза — словно струна, на которой звенит боль. Для грустной серии «Руки» или для «Невесты» и «Колесницы», от которых веет пратюркской романтикой, бронза — символ увековечивания. Что же касается бесчисленных фигурок влюблённых, то здесь бронза — это отсветы солнца, бликов света и счастья в душах.

## Материал из СМИ, Фото и Видео работ

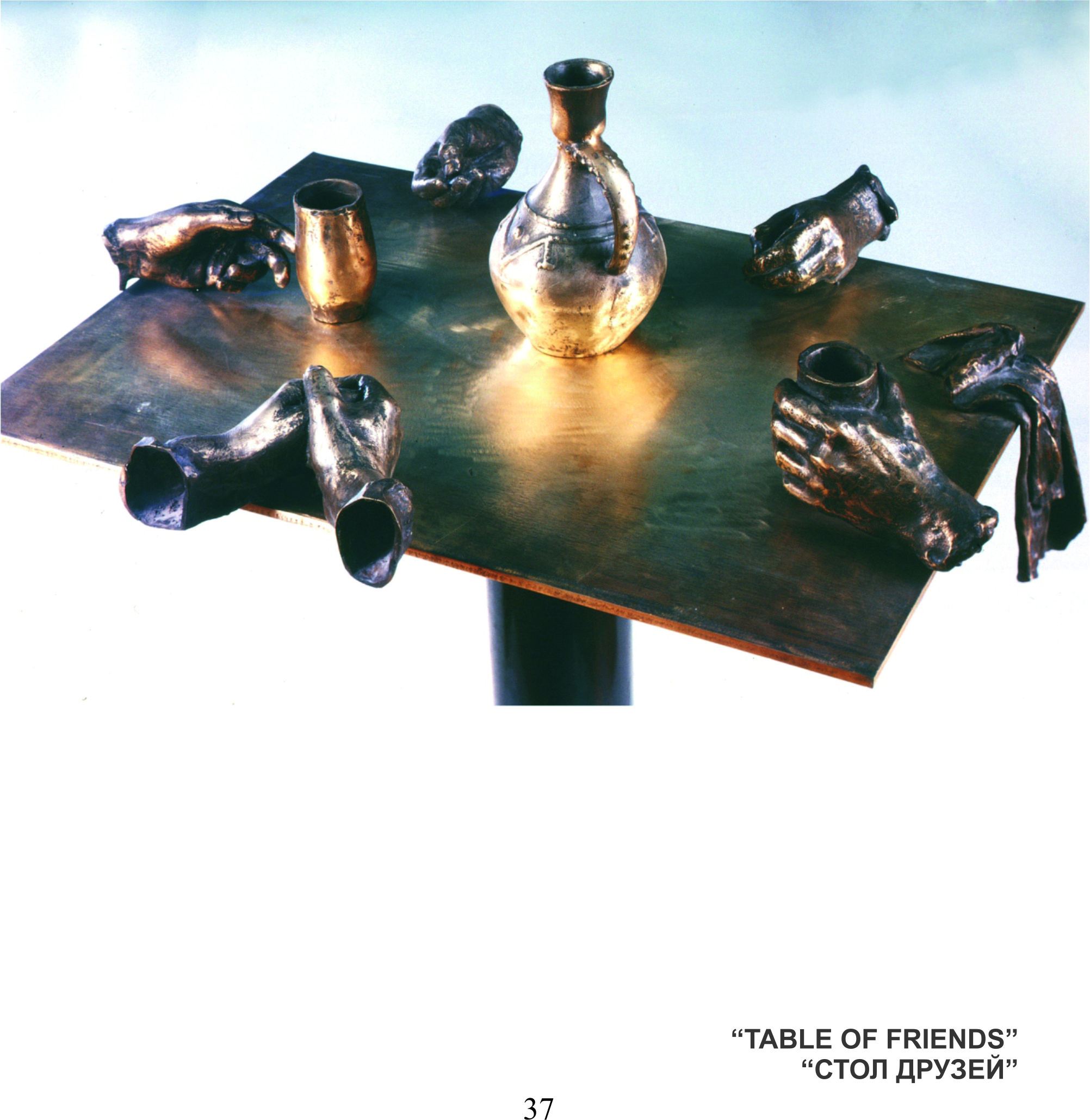
Стол друзей

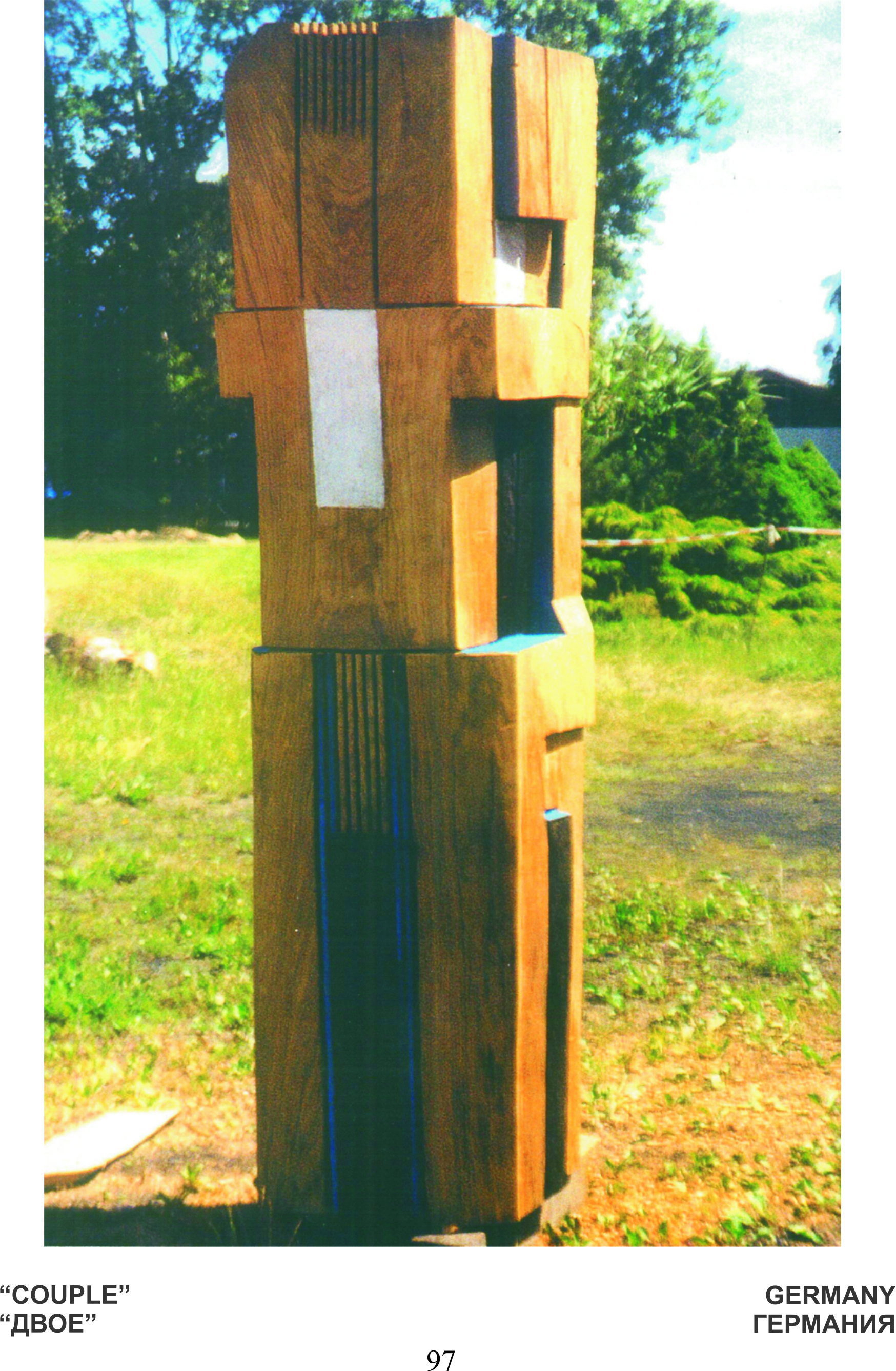
Двое

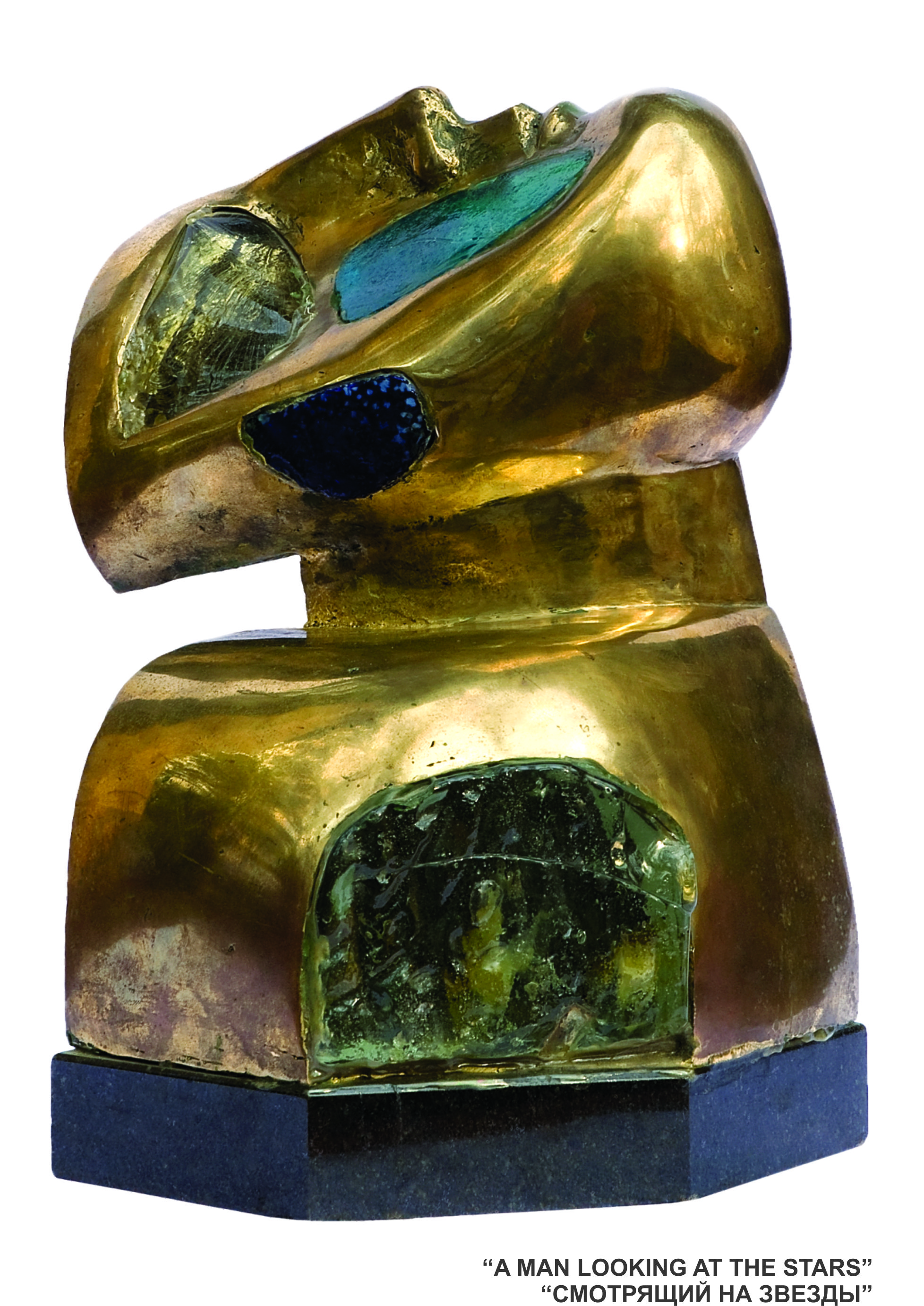
Смотрящий на звёзды

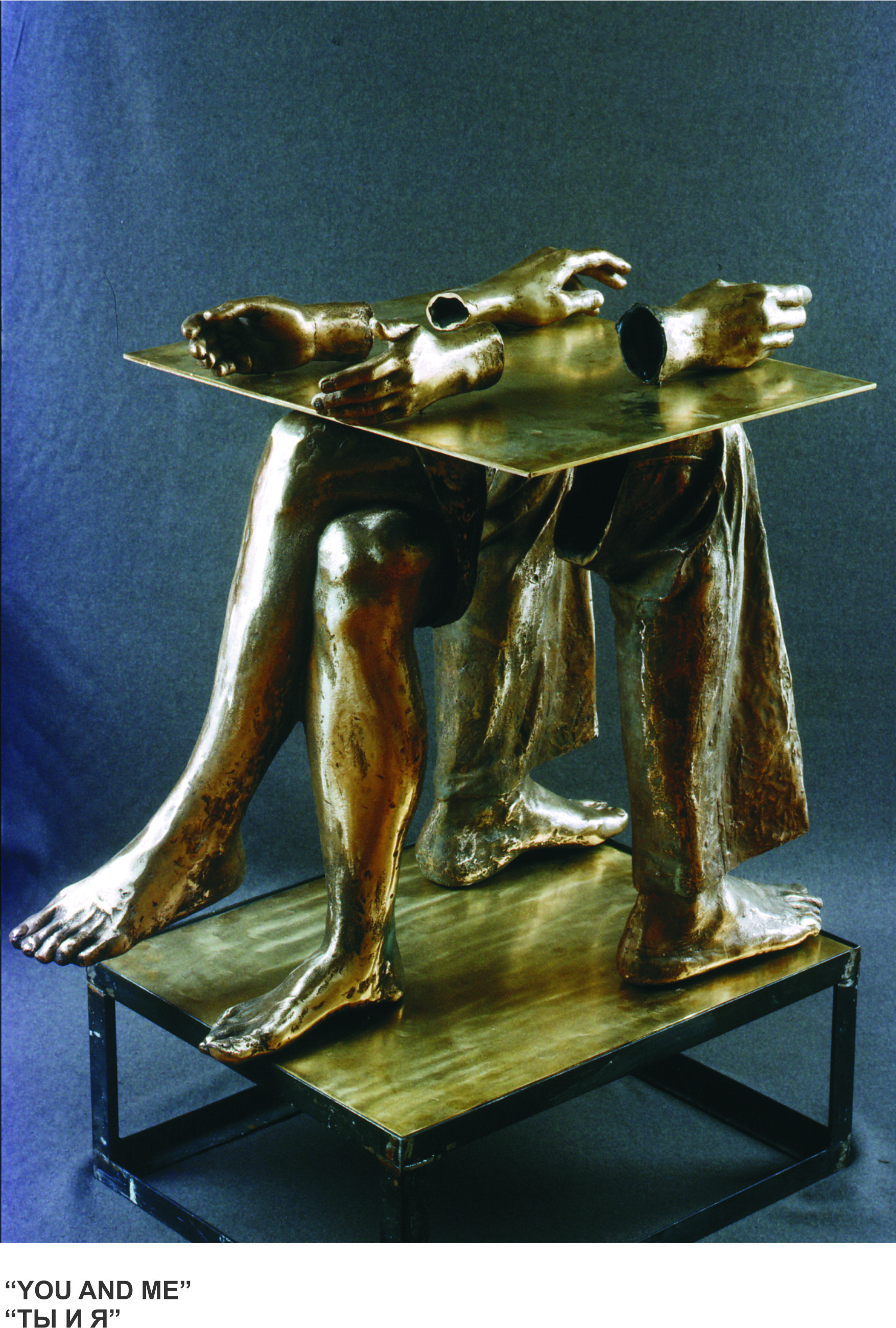
Ты и Я

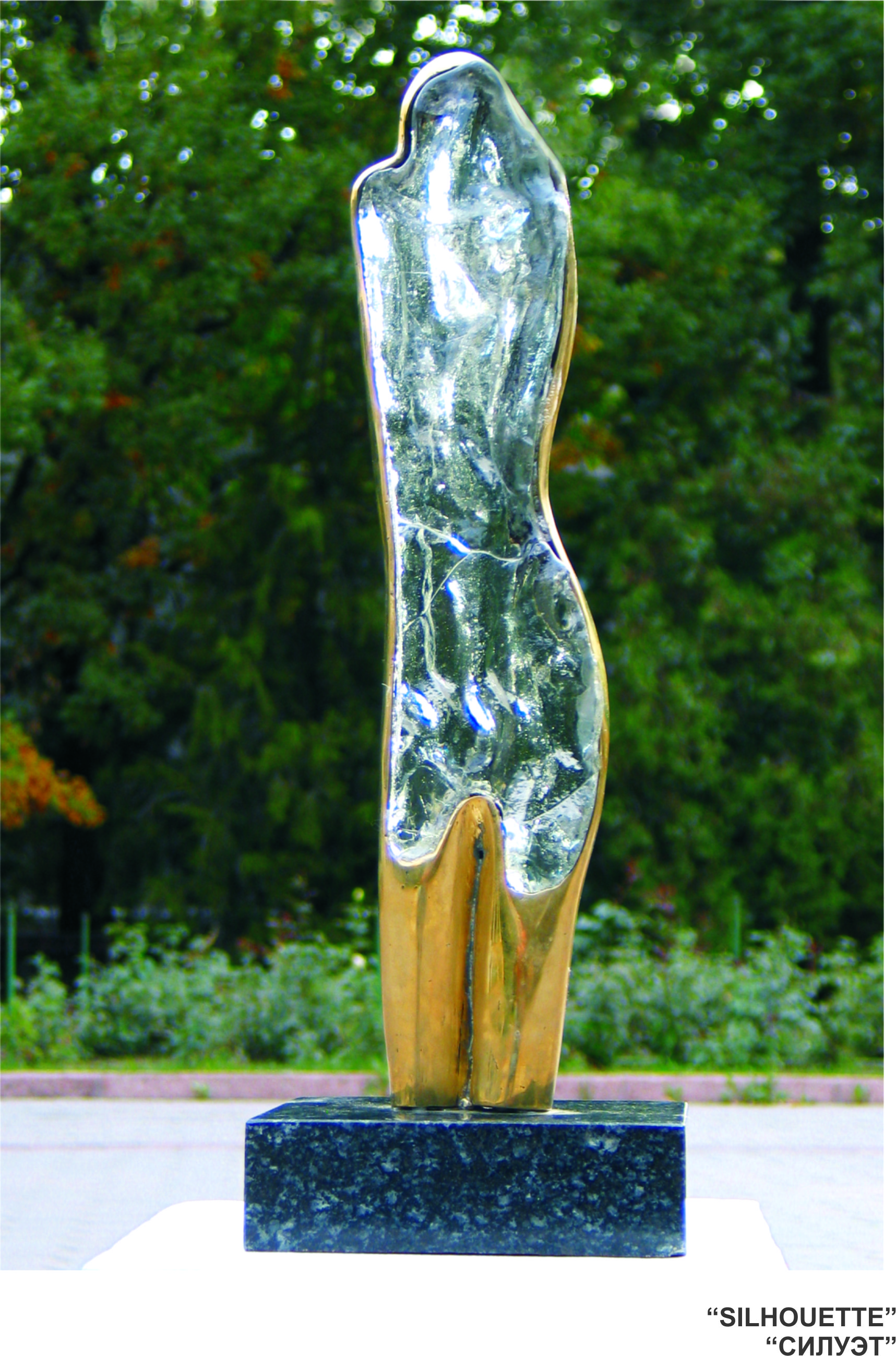
Силуэт

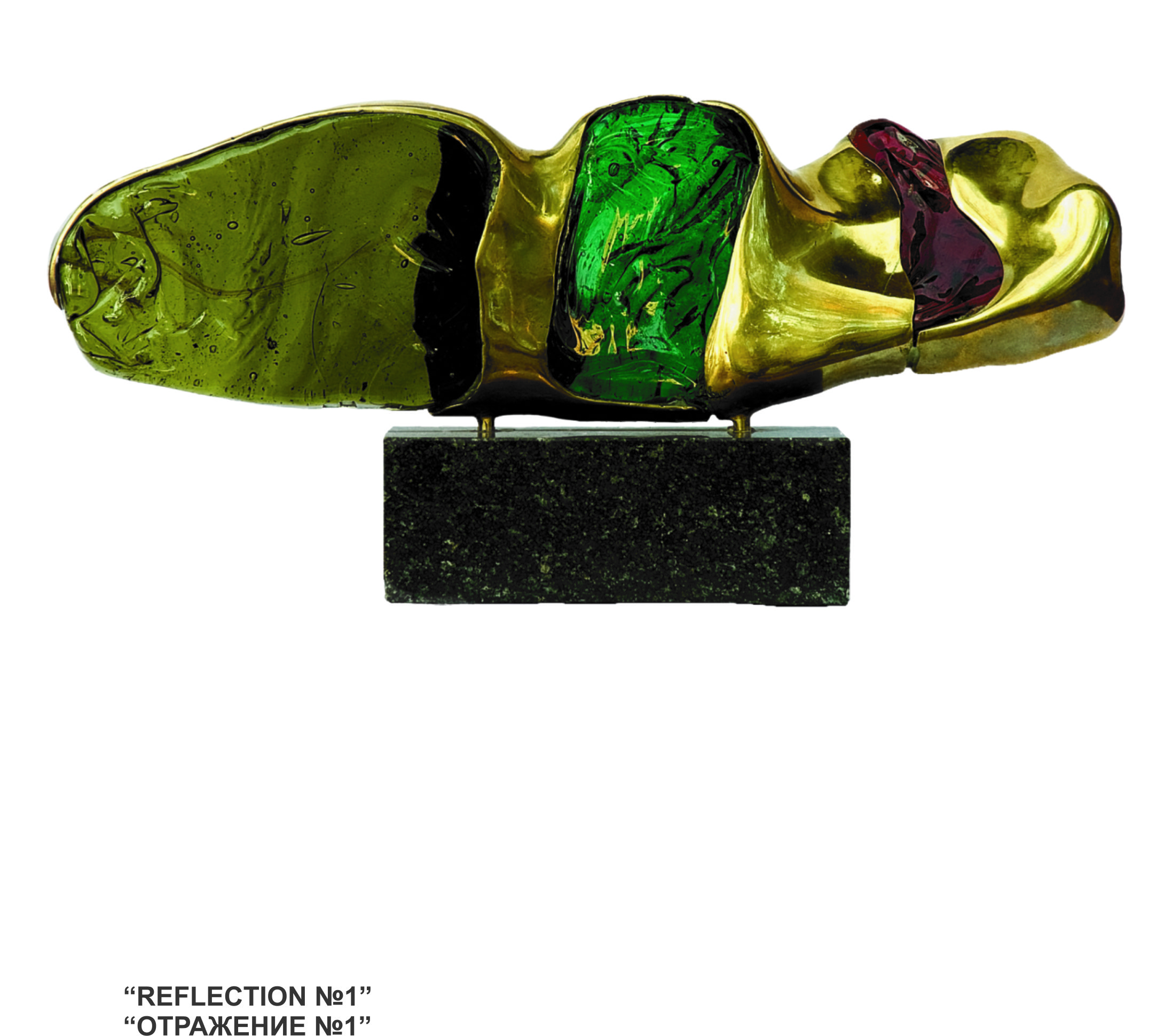
Отражение

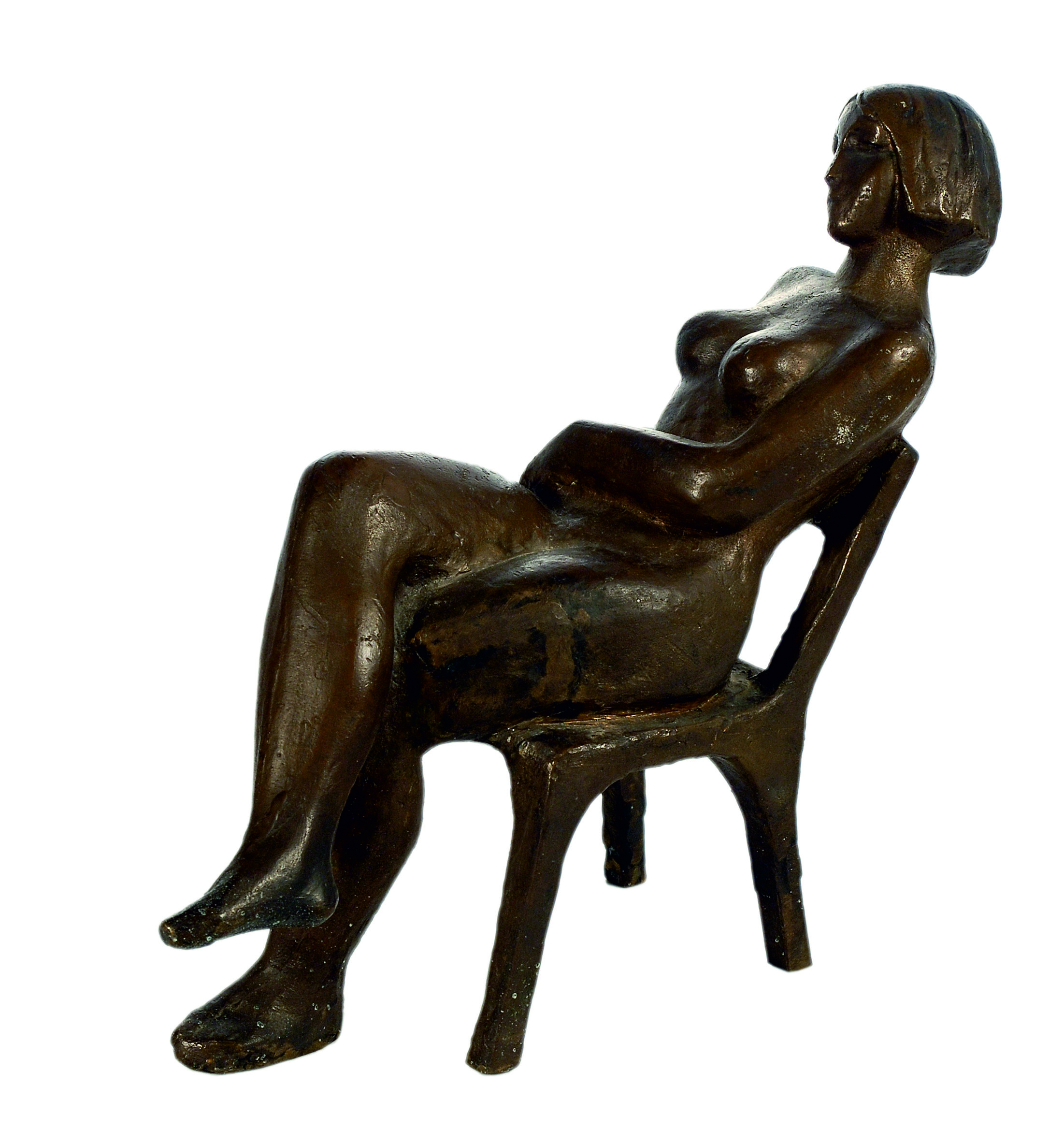
Отдых

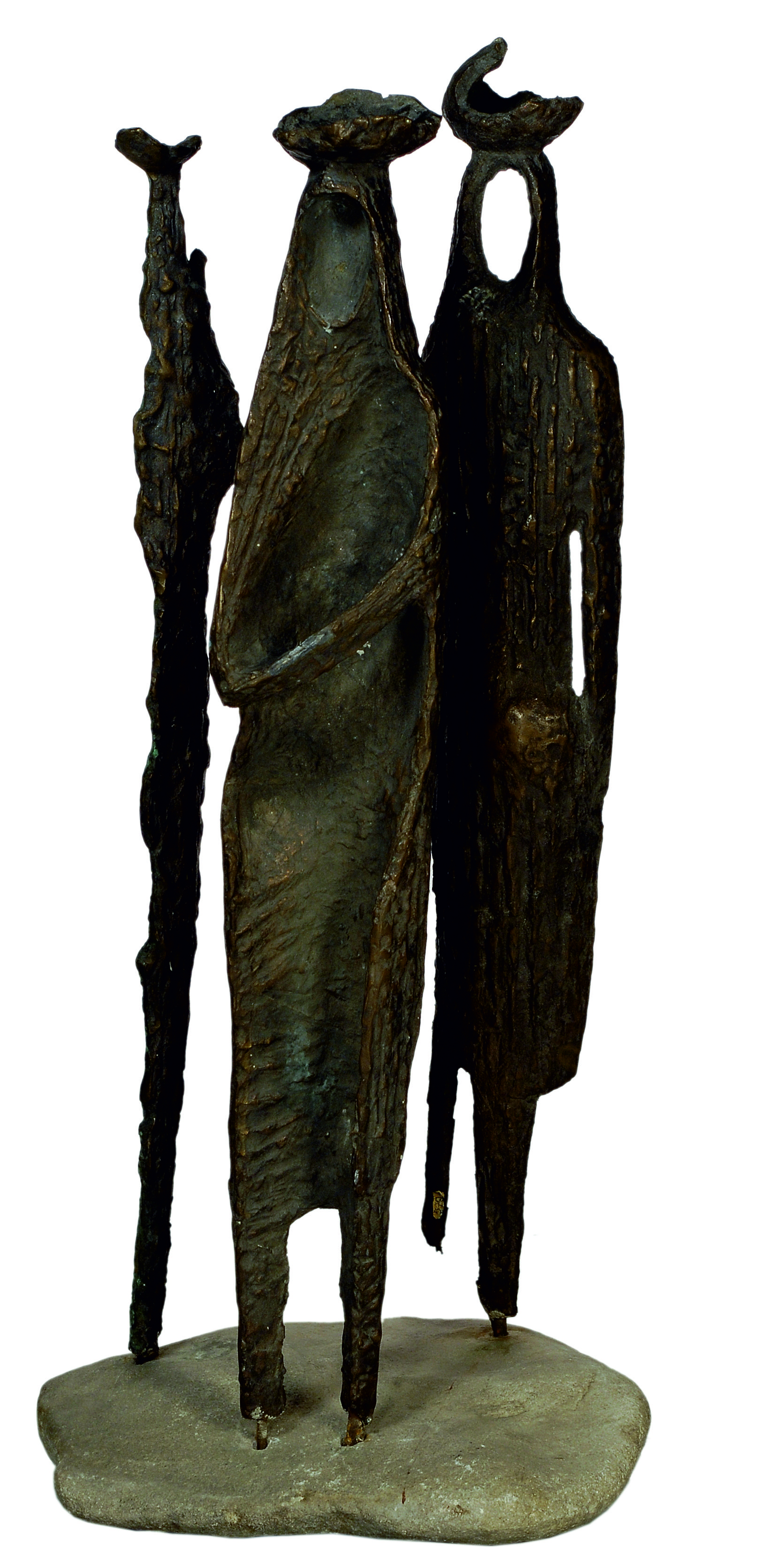
Восточный мотив

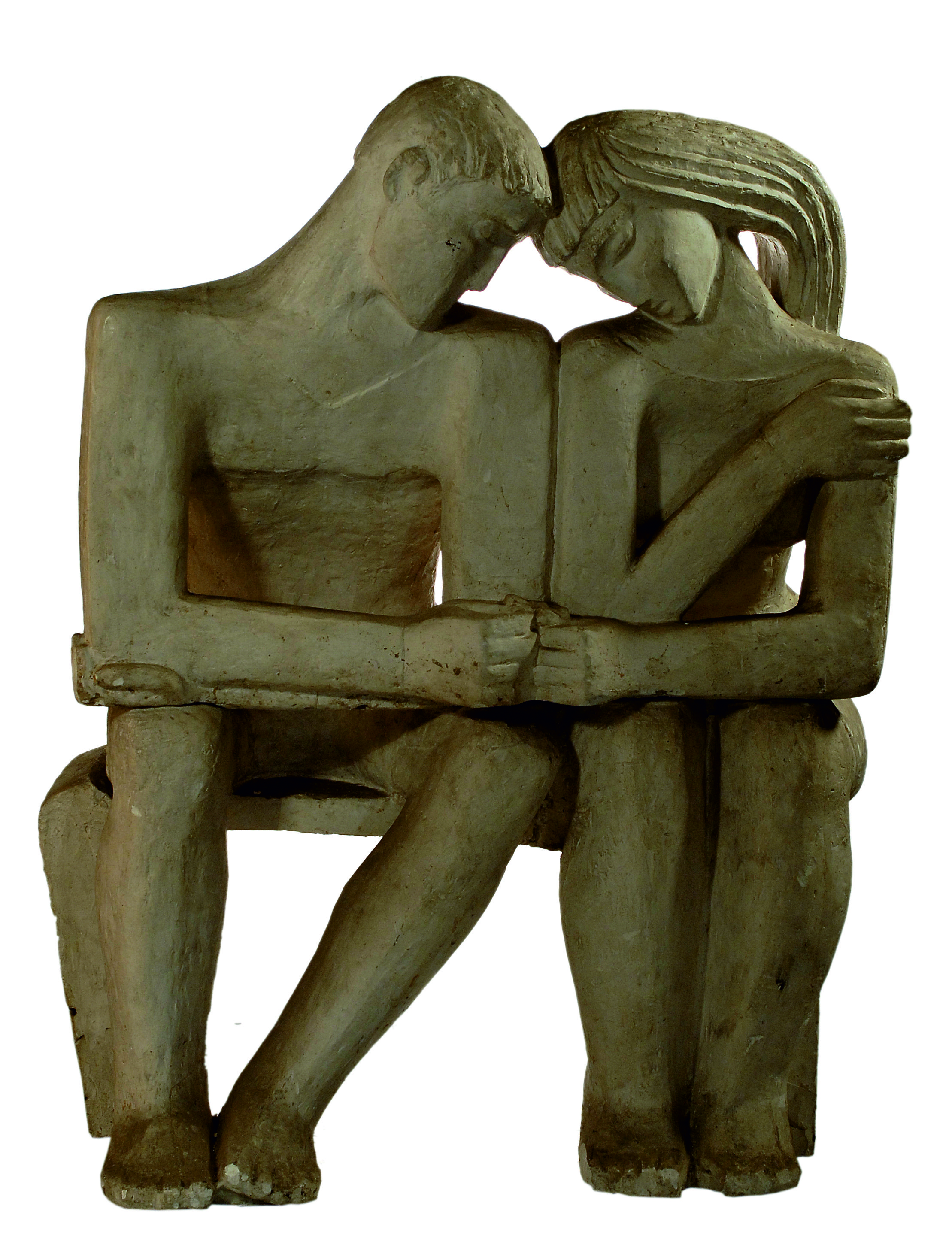
Вечное

Мировая художественная практика в скульптуре Вагифа Рахманова
Вагиф Рахманов. Искусство средневековья

## Основные выставки
1981 Международная биеннале скульптуры, Вилань, Венгрия. Диплом
1989 Выставка художников Средней Азии и Казахстана, Ашхабад, Туркмения. Диплом II степени и бронзовая медаль
1989 Биеннале скульптуры, Баку, Азербайджан. Диплом I степени и золотая медаль
1999 14-я ежегодная художественная выставка-конкурс, Скарборо. Лауреат в номинации «Лучшая скульптура»
1999 Галерея «Trias», Торонто
1999 Выставка новых членов Общества скульпторов Канады, Канадский скульптурный центр, Торонто, Канада
1999 Галерея «Trias», Торонто, Канада
1999 Аукцион «Misletoe Magiс», галерея «John B. Aird», Tоронто, Канада
1999 «Artfocus», 8-я ежегодная осенняя художественная выставка, резиденция BCE, Торонто, Канада
1999 «Go Figure», выставка Общества скульпторов Канады, Канадский скульптурный центр (SSC), Торонто, Канада
1999 14-я ежегодная художественная выставка, Скарборо, Канада
2000 «Скульптура 2000», ежегодная выставка Общества скульпторов Канады, галерея «Aird», Toронто, Канада
2000 «Искусство коллекционирования I», Канадский скульптурный центр (SSC), Торонто, Канада
2000 «Not Just Moose», выставка парковой скульптуры, Канадский скульптурный центр (SSC), Торонто, Канада
2000 «Go Figure II», Канадский скульптурный центр (SSC), Торонто, Канада
2000 «Искусство коллекционирования II», Канадский скульптурный центр (SSC), Торонто, Канада
2000 «2 Artist Show», Галерея современного искусства, Topoнто, Канада
2000 Галерея «Peterson Fine Art», Tоронто, Канада
2000 1-я Международная художественная ярмарка города Торонто (TIAF), Торонто, Канада
2001 «Sculpture MIX IV», Канадский скульптурный центр (SSC), Торонто, Канада
2001 «Light», Канадский скульптурный центр (SSC), Торонто, Канада
2001 «Sculpture. Worx 2001», ежегодная выставка Общества скульпторов Канады, галерея «John B. Aird», Торонто, Канада
2001 Международная биеннале скульптуры’2001, Тоямура, Япония
2002 «MIX», Канадский скульптурный центр (SSC), Торонто, Канада
2003 «Галерея АРК», совместно с Александром Осиповым, Алматы, Казахстан
2005 Галерея «Avenu», Торонто, Канада
2005 Галерея «ОЮ», совместно с Александром Осиповым, Алматы, Казахстан

## Награды В. Рахманова
- 1967 — Премия ЦК ВЛКСМ
- 1967 — член Союза художников СССР
- 1981 — Заслуженный деятель искусств Казахской ССР
- 1984 — Почётная грамота Верховного Совета Киргизской ССР
- 1993 — Золотая медаль прикаспийского биеннале (Баку, Азербайджан)
- 1999 — «Лучшая скульптура года» Скарборо (Торонто, Канада)
- 2014 — Звание академика Академии художеств РК
- 2017 — Золотая медаль Академии художеств РК
- 28 декабря 2017 — Медаль «Прогресс» (Азербайджан) — по случаю Дня солидарности азербайджанцев мира, за заслуги в области укрепления дружбы между народами и развития азербайджанской диаспоры[1]
- 2022 — Почётная грамота Посольства Республики Азербайджан в Республике Казахстан